# Arthur von Auwers
Georg Friedrich Julius Arthur Auwers (født 12. september 1838 i Göttingen, død 24. januar 1915 i Berlin) var en tysk astronom. Han var far til Karl Friedrich von Auwers.
Auwers ansattes 1859 ved observatoriet i Königsberg, 1862 i Gotha, blev 1866 astronom ved Det Preussiske Videnskabsakademi i Berlin og var 1878—1912 sekretær i dets fysikalsk-matematiske klasse. Auwers, der i Königsberg hovedsagelig var beskæftiget med undersøgelser over fiksstjernernes parallakse og deres egenbevægelse og da specielt den såkaldte "foranderlige", har senere fornemlig arbejdet med stellarastronomien. Han har således bearbejdet James Bradleys observationer 1750—1762 (Neue Reduction der Bradleysche Beobachtungen, 3 bind, 1882—1903), udgivet Tobias Mayers Sternverzeichniss (1894), reduceret John Ponds observationer 1811—1819 (1902) og de ældre Bradleyske 1743—1758 (3 bind, 1912—1914). Han var med at stifte Astronomische Gesellschaft, har ledet dets zonearbejde, udarbejdet Fundamental-Catalog (1879—1883), og deltaget selv med den ene Berlin-zone (Catalog von 9789 Sternen, 1896). Sin
fundamentalkatalog har han ladet Peters udgive (Neuer Fundamentalkatalog, 1907). Ved siden heraf har han ledet den tyske Venusekspedition 1874 og 1882 og bearbejdet observationerne: Die Venus-Durchgänge 1874 und 1882 (6 bind, 1887—98). Selv observerede han 1874 i Luxor og 1882 i Punta Arenas. Ved siden af, hvad her er nævnt, har han leveret talrige astronomiske afhandlinger i fagtidsskrifter og i Berlin-Akademiets publikationer og i det hele været den ledende i Tyskland i alt vedrørende astronomi. Han var således med at grundlægge det astrofysikalske observatorium i Potsdam. I 1888 fik Auwers guldmedaljen fra Royal Astronomical Society og 1899 Brucemedaljen fra Astronomical Society of the Pacific.